# Хмелевский, Михаил Антонович
Михаил Антонович Хмелевский (1824—1879) — русский художник-мозаичист.

## Биография
Родился в 1824 году (по другим данным 1825 году).
Вольноприходящий ученик Императорской Академии художеств (ИАХ). В 1851 году был выпущен из Академии со званием неклассного художника за портрет, написанный с натуры; в 1865 году получил звание классного художника 3-й степени; в 1867 году — звание академика по мозаичному искусству.
По окончании Императорской академии работал при профессоре-химике Рафаэли в качестве переводчика. В 1852 году поступил на службу в Мозаическое отделение ИАХ. В 1867 году на всемирной выставке в Париже Мозаическому отделению была присуждена золотая медаль за образ, исполненный Михаилом Хмелевским.

Известные произведения М. А. Хмелевского: «Ангел молитвы» (с оригинала Т. А. Неффа, по заказу королевы Нидерландов Анны Павловны); голова Спасителя в образе «Спаситель во Славе» для усыпальницы князя Пожарского в Суздале; также он исполнил совместно с другими художниками ряд композиций и отдельных фигур для Исаакиевского собора в Петербурге.
Умер 30 декабря 1878 года (11 января 1879 года по новому стилю; по другим данным — в 1886 году).